# Praemastus flavidus
Praemastus flavidus är en fjärilsart som beskrevs av Paul Dognin 1912. Praemastus flavidus ingår i släktet Praemastus och familjen björnspinnare. Inga underarter finns listade i Catalogue of Life.